# Хороскоп (филм)
Хороскоп је југословенски филм из 1969. године. Режирао га је Боро Драшковић а сценарио су писали Боро Драшковић и Зулфикар Џумхур.